# Kondas-centrum
Kondase Keskus is een kunstmuseum in de Estse stad Viljandi opgericht in 2003. Het museum richt zich vooral op onderzoek en tentoonstelling van Estste Outsider Art. Het museum is gevestigd in het pastoriegebouw van de 19e-eeuwse Sint-Janskerk. Het museum word gefinanceerd door de gemeente Viljandi.  Het museum heeft meer dan 400 werken.
Het centrum is vernoemd naar de Estse naïeve kunstenaar Paul Kondas, waarvan ze een grote collectie schilderijen hebben, deze hebben ze in bruikleen van het Viljandi-museum. Voor het museum staan twee grote standbeelden van Aardbeien, deze verwijzen naar het schilderij van Kondas genaamd De Aardbeieneters.